# Chiesa di San Giovanni Battista (Cervo)
La chiesa di San Giovanni Battista è un luogo di culto cattolico situato nel comune di Cervo, in via 11 Febbraio, in provincia di Imperia. L'edificio è sede della parrocchia omonima del vicariato di Diano Marina della diocesi di Albenga-Imperia.

## Storia

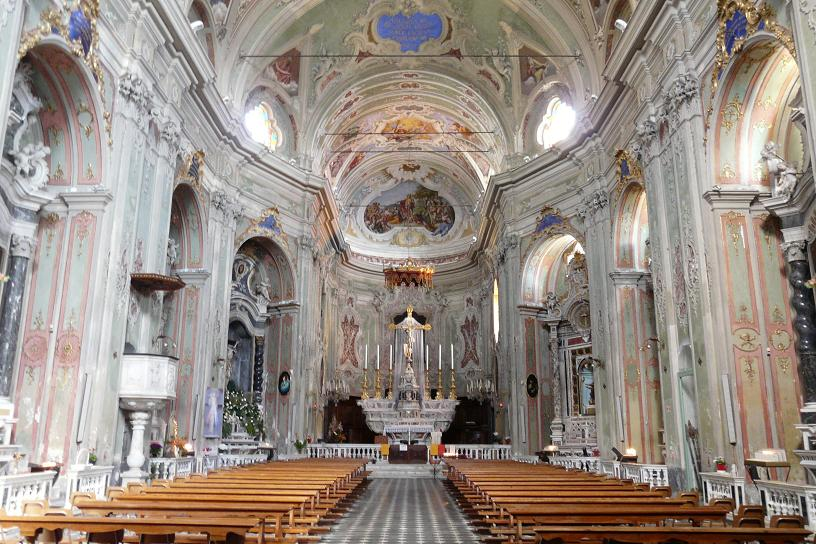
La navata interna

La chiesa, intitolata al santo Giovanni Battista, fu costruita a cavallo tra il XVII e il XVIII secolo. L'edificio è conosciuto anche con la locale denominazione "dei Corallini", perché eretta anche grazie ai proventi della pesca del corallo, ed è considerato uno dei maggiori monumenti in stile barocco della riviera di ponente.
Il progetto di costruzione fu affidato nel 1686 all'architetto Gio Batta Marvaldi che però non vide l'opera compiuta a causa della sua morte, nel 1706. Nella direzione dei lavori succedette quindi il figlio Giacomo Filippo Marvaldi che portò a compimento l'opera intorno al 1722, anche se restavano da terminare altre opere di rifinitura dell'edificio. Risale al 29 luglio 1736 la data della consacrazione ufficiale della chiesa che fu officiata dal vescovo di Aleria monsignor Camillo De Mari.
Negli anni successivi furono realizzate altre opere connesse alla parrocchiale come la piazza antistante e la scalinata d'accesso (1748); seguirono le decorazioni e gli stucchi dal 1757 al 1763, la decorazione della facciata nel 1768 per mano di Michele Mazzetti e la realizzazione del campanile, eretto nel 1771 su disegno del pittore Francesco Carrega di Porto Maurizio.

## Descrizione

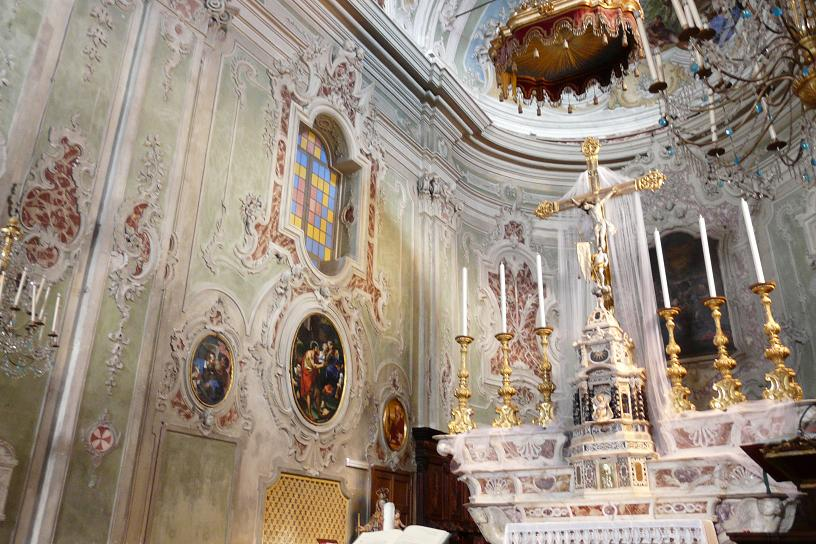
Particolare dell'altare maggiore

L'interno della chiesa, ad unica navata, è consto da un buon numero di altari laterali e di cappelle. Il primo, dalla parte destra, è intitolato a san Nicola da Tolentino dove è collocata una tela, di ignoto pittore, che ritrae il santo taumaturgo; il successivo è dedicato alle Anime purganti e fu realizzato nel 1772 dallo scultore genovese Bernardo Gaggino e qui sono conservati, nella grande nicchia, il gruppo ligneo di San Giovanni Battista (XVII secolo) di Marcantonio Poggio, la statua della Madonna del Rosario e quella dell'Immacolata, quest'ultima opera dello scultore Anton Maria Maragliano.
Tra il 1763 e il 1767, e sempre dal Gaggino, risale la costruzione dell'altare di sant'Antonio da Padova dove è conservata un'omonima effigie del santo, di ignoto scultore ma riferibile alla scuola genovese del XVIII secolo; il loanese marmoraro Carlo Antonio Rippa fu il realizzatore del successivo altare intitolato alla Madonna del Rosario dove è custodita la statua della Madonna con il Bambino, opera genovese dello scultore Ratto che la realizzò nella prima metà del Seicento. In cima alla navata l'altare maggiore, eseguito da Antonio Pittaluga che poi lo collocò in questa chiesa nel 1759: sopra di esso risalta il crocifisso in legno del Maragliano (o della sua bottega). Lo stesso Pittaluga realizzò il successivo altare intitolato a sant'Erasmo dove è conservata una grande pala raffigurante la Vergine del Soccorso con sant'Erasmo e santa Chiara, dipinto eseguito da Gio Lorenzo Bertolotto nel 1736. Il successivo altare è dedicato a san Giuseppe e fu realizzato dal Gaggino tra il 1779 e il 1783; risale al 1937 l'ultimo altare laterale della chiesa intitolato alla Concezione, nonostante una volontà degli abitanti volesse una sua intitolazione all'Assunta.
Adorna la parrocchiale un pulpito in marmo bianco databile al XVI secolo con pannelli scolpiti che raffigurano San Giorgio e san Giovanni Battista e, nella parte frontale, una Pietà. Il tabernacolo degli oli santi e il fonte battesimale sono databili il primo al Quattrocento, il secondo al Seicento. L'organo è opera del 1735 di padre Agostino Torrelli, e venne successivamente restaurato e ampliato da Carlo Giuliani nel 1844.
Gli affreschi della volta absidale sono stati realizzati dal pittore Francesco Carrega; le altre pitture della volta sono state seguite dal Graffigna di Genova dopo il terremoto di Diano Marina del 1887 che anche a Cervo provocò alcuni danni alla parrocchiale e al borgo.